# متینگ
متینگ (به فرانسوی: Metting) یک کمون در فرانسه است که در Canton of Phalsbourg واقع شده‌است.

## خصوصیات
متینگ ۵٫۲۱ کیلومترمربع مساحت و ۳۰۲ نفر جمعیت دارد و ۳۲۰ متر بالاتر از سطح دریا واقع شده‌است.